# Gervais (entreprise)
Pour les articles homonymes, voir Gervais.
Gervais est un groupe agroalimentaire français, fondé par Charles Gervais (1826-1893), qui a lancé la commercialisation du Petit-suisse au XIXe siècle.

## Histoire

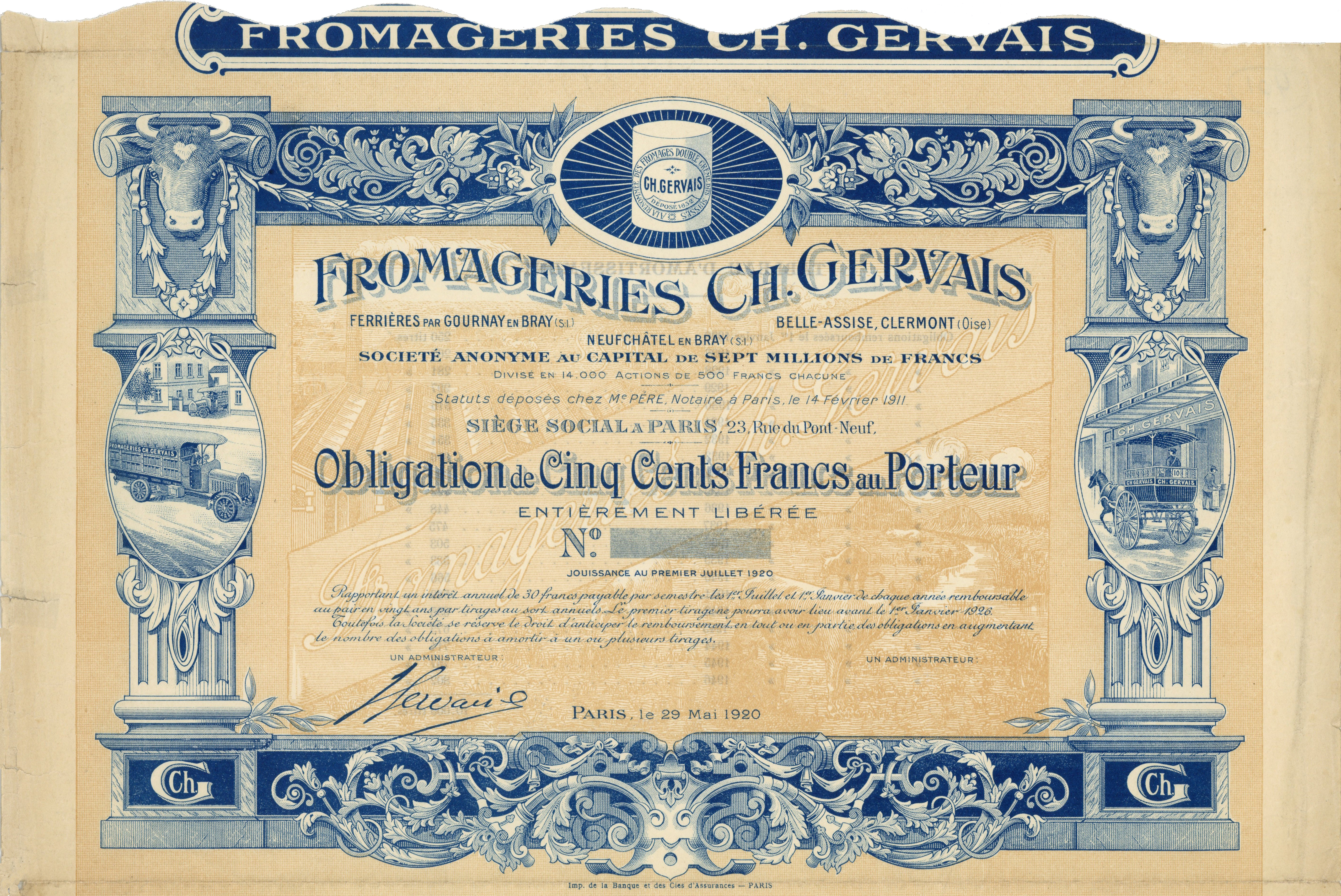
Obligation des Fromageries Ch. Gervais de 500 francs, daté du 29 mai 1920 (pièce d'archives non émise)

L'entreprise trouve son origine dans la rencontre en 1850 entre Charles Gervais, commis des Halles de Paris et Mme Héroud, fermière du Pays de Bray en Normandie. Grâce aux conseils d'un fermier hélvétique, elle met au point le fromage à pâte fraîche Petit-Suisse. L'entreprise familiale se développe à partir de l'usine de Ferrières-en-Bray. Au début du XXe siècle, elle devient société anonyme Ch. Gervais SA. 
En 1928, un brevet américain permet à Gervais de fabriquer les glaces Esquimaux Ch. Gervais. 
L'usine de Ferrières est détruite lors des bombardements alliés de 1944. En 1947, la société devient une holding contrôlant les fromageries Gervais et la Société Laitière Gallia dont l'usine est localisée à Longueville-sur-Scie.
En 1967, elle a fusionné avec l'entreprise française Danone d'Isaac Carasso, devenant alors le groupe Gervais Danone. 
En 1973, Gervais, dont le Laboratoire Gallia faisait partie, devient une marque de produits frais appartenant au groupe agroalimentaire français Danone, ex BSN.

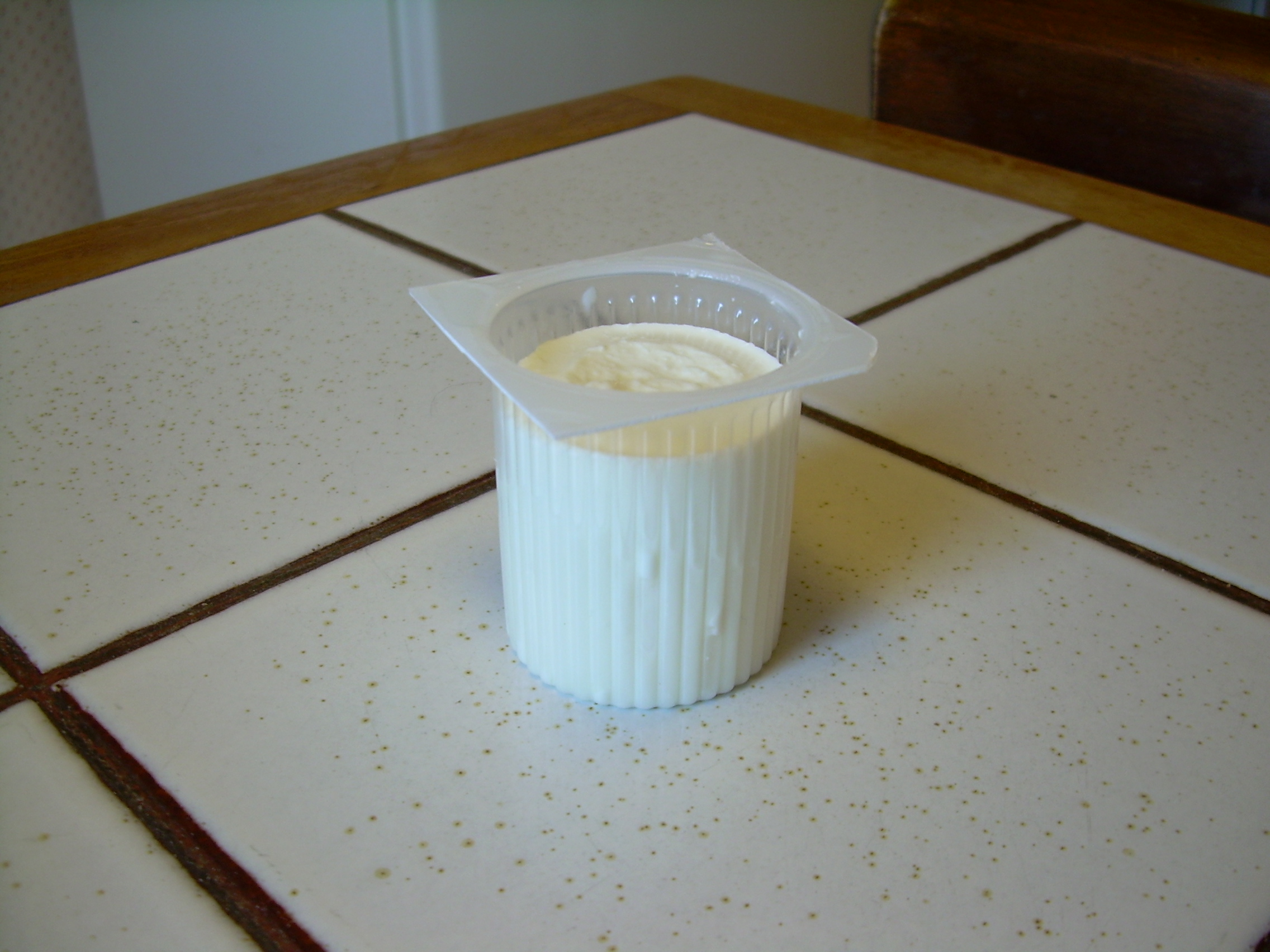
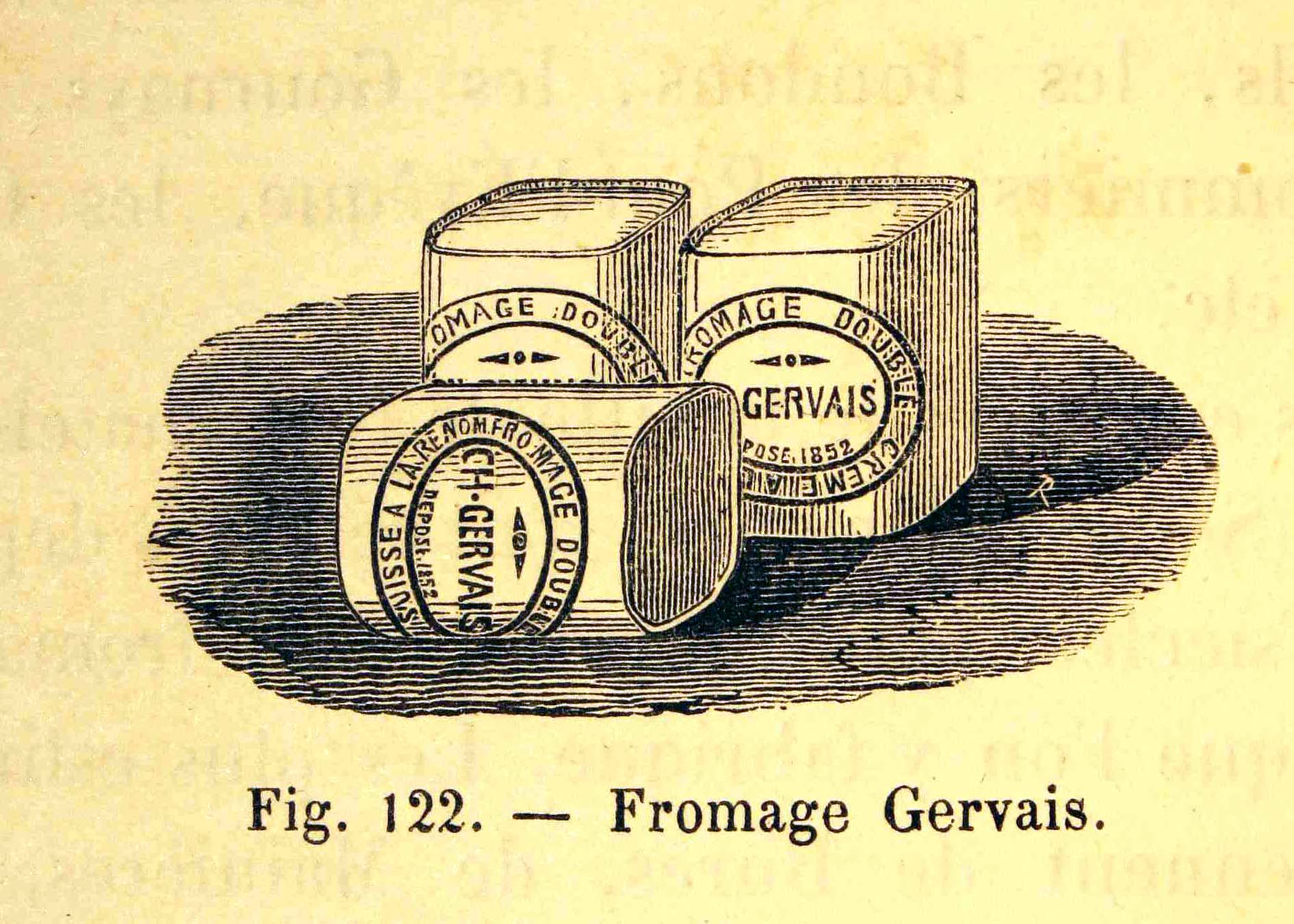

## Marque
- CH. GERVAIS, marque de commerce et de fabrique déposée le 23 avril 1884 au greffe du tribunal de commerce de Paris par Jules Gervais, destinée à des pots de crème fraîche (Source: base INPI).

- En 2013, le groupe allemand Hochland rachète les droits sur la marque (Gervais cottage et fromage blanc aux herbes) pour l'Allemagne[5].